# 清凉镇
清凉镇是中华人民共和国福建省福州市永泰县下辖的一个镇。

## 行政区划
清凉镇共辖12个行政村，分别是：
古岸村、乐山村、芹洋村、旗山村、温南村、小田村、北斗村、清凉村、村尾村、渔溪村、岭下村和山田村。